# Hora Santa

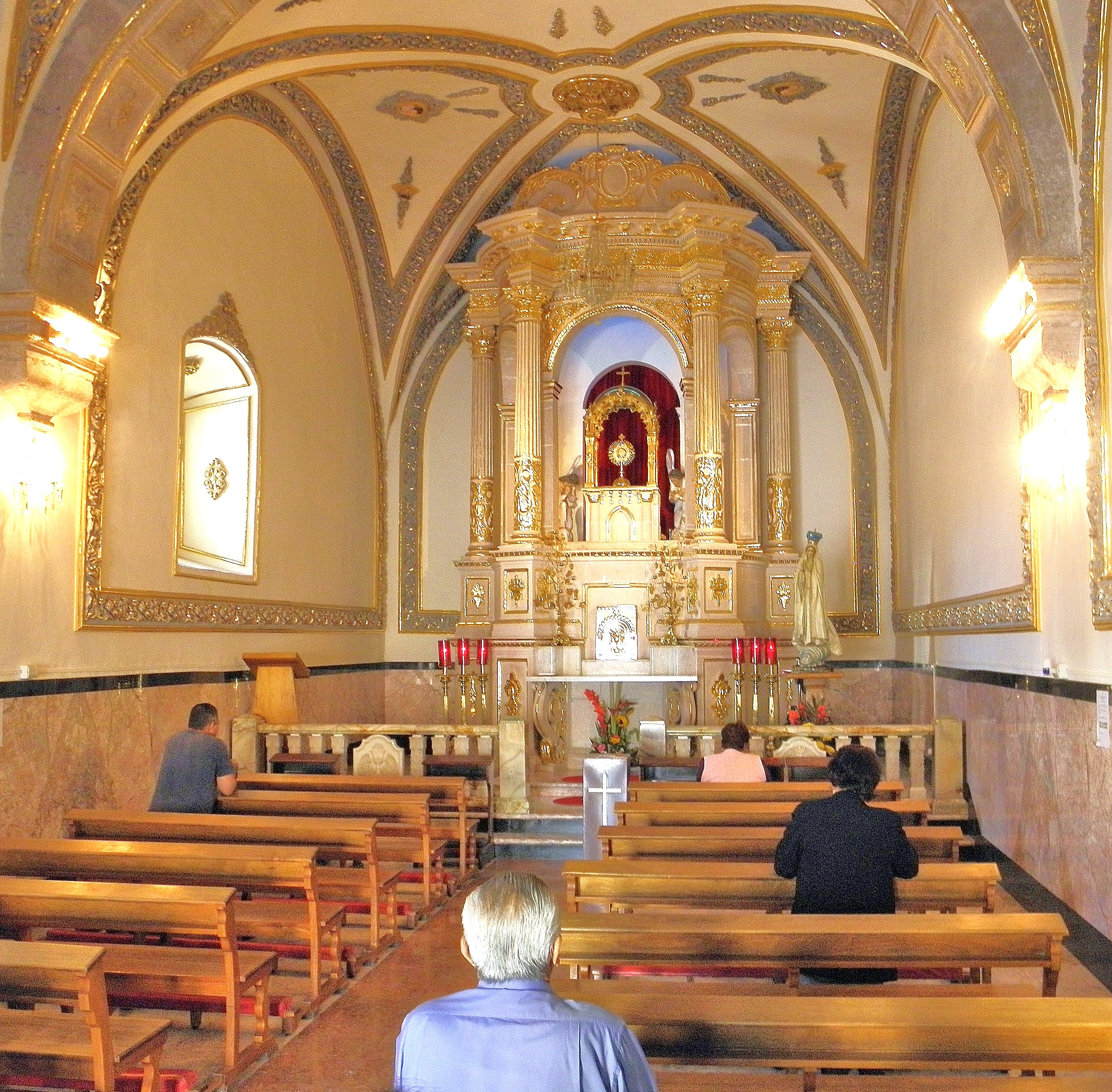
Capilla del Santísimo Sacramento, Catedral Metropolitana de Chihuahua, Chihuahua, México, después de completar dos años de restauración, tiempo durante el cual la capilla estuvo cerrada al público.

La Hora Santa (en latín: hora sancta) es la práctica devocional católica de pasar una hora en adoración eucarística en presencia del Santísimo Sacramento. Se concede una indulgencia plenaria por esta práctica. La práctica también se observa en algunas iglesias luteranas y en algunas iglesias anglicanas.

## Historia
La inspiración para la Hora Santa es 26:40. En el Evangelio de Mateo, durante la agonía en el Huerto de Getsemaní la noche antes de su crucifixión, Jesús se dirigió a sus discípulos diciendo "Mi alma está triste hasta la muerte. Quedaos aquí y velad conmigo". (Mateo 26:38) Al volver a los discípulos después de la oración, los encontró dormidos y en Mateo 26:40 le preguntó a Pedro: "Entonces, ¿no podríais velar conmigo una hora?". No pidió una hora de actividad, sino una hora de compañía.
En 1673 Santa Margarita María Alacoque declaró que tuvo unas visiones en las que se le indicaba que dedicara una hora cada jueves por la noche a meditar sobre los sufrimientos de Jesús en el huerto de Getsemaní. Esta práctica se extendió posteriormente entre los católicos.
En 1829, la Archicofradía de la Hora Santa fue establecida por el padre Robert Debrosse en Paray-le-Monial, Borgoña, Francia. En 1911 recibió el derecho de agregación para todo el mundo. Una sociedad similar llamada "La Santa Hora Perpetua de Gethsemani" se formó en Toulouse en 1885 y fue erigida canónicamente en 1907. En 1909 recibió indulgencias del Papa Pío X.

## Descripción
No hay una única manera de hacer una Hora Santa. La práctica de una "Hora Santa diaria" ha sido fomentada en la tradición católica. "Una Hora Santa puede hacerse en cualquier momento, pero es
particularmente fructífera cuando se hace regularmente cada día o cada semana". El arzobispo Fulton J. Sheen hizo una Hora Santa diaria durante todo su sacerdocio, y promovió activamente la práctica. Animó a los protestantes a hacer una Hora Santa con las Escrituras.

## Significado en el argot
En el Estado Libre Irlandés y en la República de Irlanda, la "hora santa" (en irlandés: uair bheannaithe) era el término que se aplicaba al cierre de los bares entre las 14:30 y las 15:30 horas de lunes a sábado en las ciudades de Dublín y Cork. Fue presentado por el ministro de Justicia Kevin O'Higgins en la década de 1920 para frenar el consumo de alcohol por las tardes por parte de los trabajadores. Se eliminó en 1988. Los domingos, los pubs de Cork y Dublín tenían que cerrar entre las 2 y las 4 p. m.; esta restricción no se eliminó hasta el año 2000. Los pubs a menudo se limitan a cerrar las puertas, permitiendo a los presentes seguir bebiendo durante la hora santa.